# Кравець Андрій Віталійович
Андрій Віталійович Кравець (2 травня 1973, Комсомольськ, Полтавська область, Українська РСР, СРСР) — український політик, член Партії регіонів; голова ДУС (25 лютого 2010 — 26 лютого 2014). Журналісти називають його «завгоспом Януковича».

## Життєпис
Народився 2 травня 1973 у місті Комсомольськ, Полтавської області (зараз Горішні Плавні).

## Освіта
Український державний морський технічний університет (1996), «Економіка і управління в машинобудуванні», інженер-економіст.

## Діяльність
Народний депутат України 6-го скликання з листопада 2007 до березня 2010 від Партії регіонів, № 124 в списку. На час виборів: заступник Міністра Кабінету Міністрів України, член ПР. Член фракції Партії регіонів (з листопада 2007). Член Комітету з питань Регламенту, депутатської етики та забезпечення діяльності Верховної Ради України (з грудня 2007). Склав депутатські повноваження 12 березня 2010.
1990–1993 — учень електрослюсаря, електрослюсар з ремонту гірського обладнання Дніпровського рудоуправління Полтавського ГЗК.
1993–1995 — інженер з постачання кооперативу «Надійний».
1995–1998 — комерційний директор ПП «Фірма Ната».
1998–2003 — директор ТОВ ТВФ «Юна».
2003–2004 — заступник генерального директора ТОВ «Броварський домобудівний комбінат Меркурій».
2004 — серпень 2006 — генеральний директор ТОВ "Будівельна компанія «Укрбудінвест», за сумісництвом — генеральний директор ТОВ «Кіноцентр Зоряний».
Серпень 2006 — листопад 2007 — заступник Міністра Кабінету Міністрів України.
Був заступником голови Партії регіонів (з квітня 2008).
У квітні 2024 року Литва анулювала посвідку на проживання для Кравця.

## Власність
Володіє державною дачею вартістю декілька мільйонів доларів у комплексі державних дач «Пуща-Водиця».